# Schiffbautechnische Versuchsanstalt

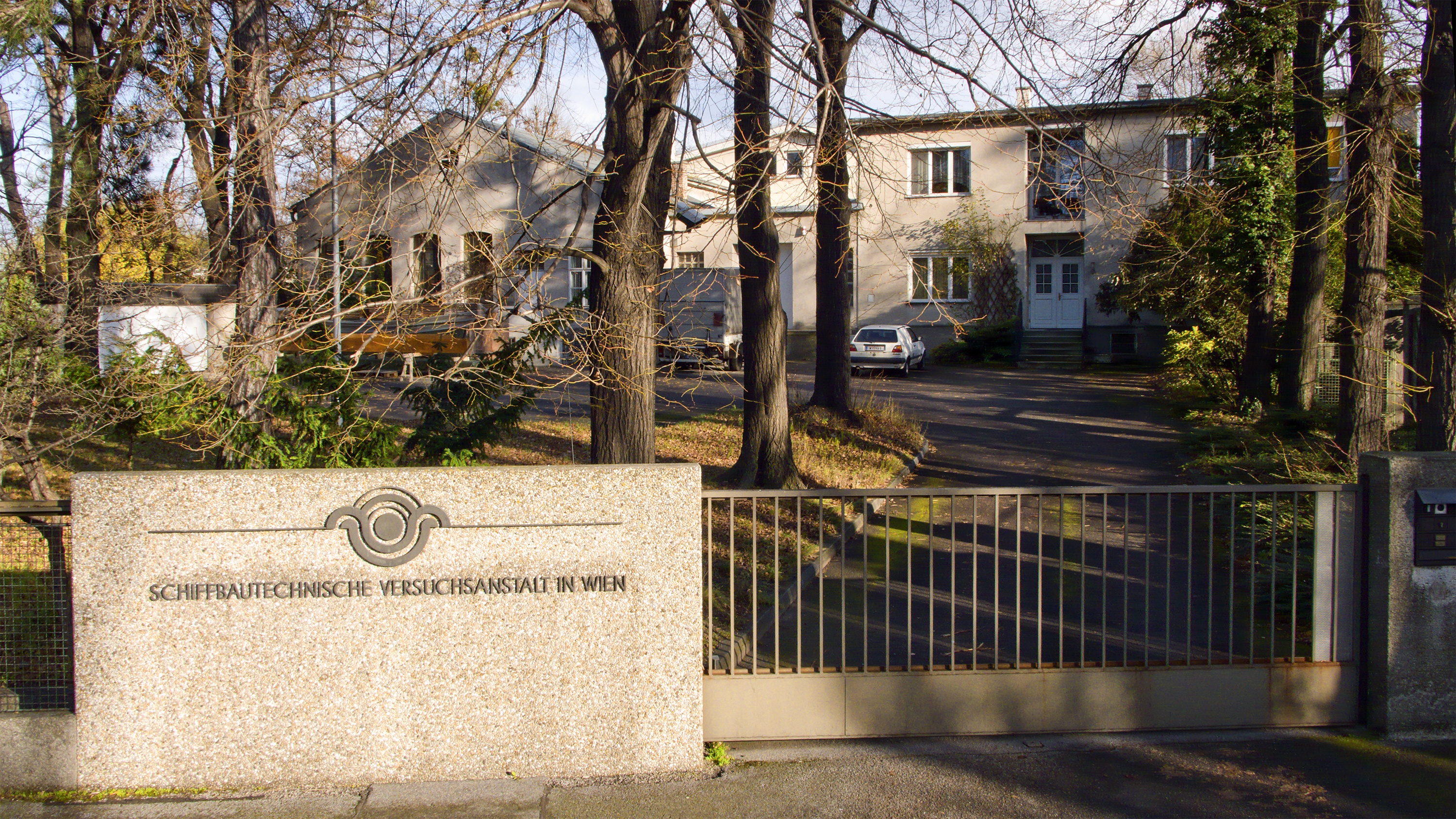
Schiffbautechnische Versuchsanstalt

Die Schiffbautechnische Versuchsanstalt Wien (SVA) bzw. Vienna Model Basin Ltd ist ein außeruniversitäres österreichisches Forschungsinstitut im 20. Wiener Gemeindebezirk Brigittenau. Die Anstalt wird als privatwirtschaftliche GmbH geführt. Sie zählt zu den ältesten Forschungsanstalten auf diesem Gebiet. 
In der Versuchsanstalt können Schiffmodelle aus Wachs, Holz oder Epoxiharzen hergestellt werden. Mit diesen Modellen können verschiedene Strömungsversuche oder auch Manövrierversuche durchgeführt werden. Auch ein Windkanal steht zur Verfügung. Das Versuchsbecken, geeignet für verschiedenste Untersuchungen, hat eine Größe von 10 × 180 m.

## Geschichte
Die Versuchsanstalt wurde im Jahr 1912 unter der Patronanz der Österreichischen Marine gegründet. Nach dem Zusammenbruch Österreich-Ungarns musste die Anstalt internationale Kontakte knüpfen, um weiter bestehen zu können. Im Zweiten Weltkrieg wurden Entwicklungsarbeiten im Auftrag der Kriegsmarine erbracht, beispielsweise für Schiffsrümpfe aus Beton.
Nach der teilweisen Zerstörung während des Krieges konnte der Betrieb im Jahr 1951 wieder aufgenommen werden und arbeitet heute für Kunden auf der ganzen Welt.